# Téboursouk
Téboursouk ist eine Stadt im Norden von Tunesien, etwa 100 Kilometer südwestlich von Tunis. Sie gehört zum Gouvernement Beja und hat etwa 11.000 Einwohner. Die Stadt liegt an den Hängen einer Hügelkette am Rand der Flussebene des Khalled in einer von Olivenhainen und Wiesen geprägten Landschaft.

## Geschichte
Die Geschichte Téboursouks geht bis in die Antike zurück, als die Stadt seit römischer Zeit als Thubursicum Bure bekannt war, jedoch wohl stets im Schatten des nahen Thuggas stand. Erst in byzantinischer Zeit im 6. Jahrhundert n. Chr. nahm ihre Bedeutung zu, als die Stadt wie viele andere in der Region zur Festung ausgebaut wurde. Die Überreste dieser Mauern umgeben noch heute teilweise die Altstadt und enthalten Spuren der älteren römischen Stadt wie einen in die Mauern integrierten, halb verschütteten Torbogen. Im Mittelalter folgte eine weitgehende Bedeutungslosigkeit.
Während der Zeit des französischen Protektorats in Tunesien erhielt Téboursouk im Jahr 1904 das Stadtrecht.